# Västerbottens-Kuriren
Västerbottens-Kuriren är en svensk frisinnad liberal dagstidning grundad 1900 med utgivningsort Umeå. VK:s huvudsakliga nyhetsområde täcker Västerbottens län med undantag för Malå, Norsjö och Skellefteå kommuner. Den ges ut alla dagar utom söndagar.

## Historia

### Starten
Westerbottens-Kuriren startades år 1900 som en reaktion på det tidningsmonopol som uppstod i Umeå sedan Umebladet, tidningen Westerbotten samt Umeå Nya Tidning år 1899 av ekonomiska skäl genomgått en fusion och bildat ett nytt gemensamt bolag. Westerbottens-Kurirens första nummer utkom den 17 maj  år 1900, men det dröjde till 22 september innan det andra numret kom ut.

### Epoken Rosén
Tidningen växte snabbt och kom under chefredaktör (och sedermera ägaren) Gustav Rosén att bli Västerbottens läns största dagstidning redan 1903, med 2 777 prenumeranter. År 1907 köptes en ny press in, och VK blev morgontidning som utkom fyra dagar i veckan. År 1914 nådde upplagan 10 000 prenumeranter och VK var därmed Norrlands största tidning – en position den höll till 1951 då Norrländska Socialdemokraten i Boden passerade innan VK 1972 återtog ledningen . Bland tidiga profiler i tidningens historia finns bland andra författaren Astrid Väring, som var kulturskribent åren 1916–1919. 
År 1914 inköptes en större och snabbare tryckpress, 1916 började VK ges ut sex dagar i veckan, och 1924 öppnades en lokalredaktion i Lycksele.
Gustav Rosén, som parallellt med tidningskarriären var riksdagsman för Frisinnade folkpartiet 1912–1932, var chefredaktör till 1926, då han utsågs till försvarsminister i CG Ekmans första regering. Efterträdaren på redaktörsstolen Ernst Gafvelin avled dock redan efter ett halvår, varpå Gustav Roséns blott 23-årige son Stellan Rosén tog över som chefredaktör och ansvarig utgivare. Efter det att regeringen Ekman avgått i september 1928, återvände Gustav Rosén till Umeå, först som politisk redaktör, och från 1931 till sin död 1942 som landshövding i Västerbottens län.

### Epoken Bäckström

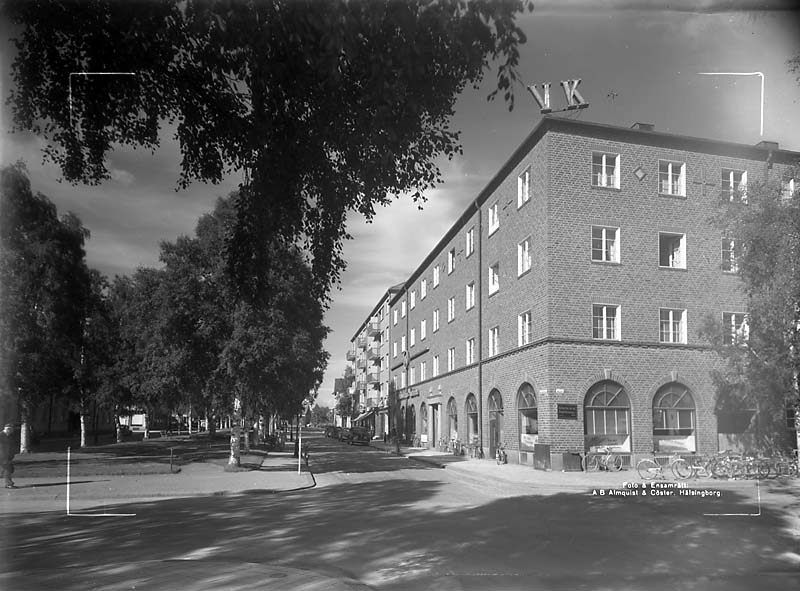
VK-huset i centrum 1931–1988

År 1929 sålde Rosén aktiemajoriteten i VK till byggmästaren Magnus Bäckström, som året därpå började bygga ett nytt tidningshus på kvarteret Rind vid Rådhusesplanaden 10 i centrala Umeå. VK-huset stod klart vid årsskiftet 1930/31 och kom att härbärgera tidningen till 1988. Under åren 1932–1934 verkade journalisten och deckarförfattaren H.-K. Rönblom som politisk chefredaktör.. År 1947 installerades en rotationspress, som kunde trycka 17 000 tidningar (om 32 sidor) i timmen. 1949 anställde Västerbotten-Kuriren som första tidning i Norrland en egen pressfotograf, Harry Lindwall, som behöll platsen till sin pensionering 1985.
Tidningen kvarstod familjen Bäckströms ägo fram till 1971, drygt 15 år efter Magnus Bäckströms död. Efter oenighet mellan Sundsvallsgrenen (som ville sälja) och Umeågrenen av arvingarna (som ville behålla VK som frisinnad, liberal tidning), såldes tidningen först till det lilla tryckföretaget Folk och Samhälle, för att 1978 uppgå i Stiftelsen VK-Press.

### Modern tid
1982 köpte VK tomtmark på industriområdet Västerslätt för att bygga ett nytt tryckeri och fick draghjälp när Dagens Nyheter beslutade att låta trycka sin norrlandsupplaga där. Tryckeriet invigdes hösten 1984 och några år senare, 1988, invigdes även ett nytt tidningshus på samma plats. År 1986 utsågs Olof Kleberg till ny chefredaktör och ansvarig utgivare. År 1992 nådde VK hela 47 868 prenumeranter.
VK tävlade under 1990- och 2000-talen med Norrländska Socialdemokraten (NSD) i Luleå om titeln Norrlands största dagstidning. VK är dessutom majoritetsägare av lokalkonkurrenten Västerbottens Folkblad. 2003 köpte VK tidningen Nöjesmagasinet City, en gratistidning grundad år 2000 med fokus på nöje, trend och livsstil som ges ut i olika utgåvor i Umeå, Sundsvall och Luleå.
Webbplatsen vk.se startades 1997 och byggdes upp av redaktör Tom Juslin. Vid två tillfällen (2007 och 2008) nominerades sajten till Stora journalistpriset i klassen Årets Förnyare.
År 2016 vann VK-journalisten Elin Turborn föreningen Grävande journalisters pris Guldspaden (i klassen "Liten tidning") för sina avslöjanden om missförhållanden inom Studiefrämjandet Västerbotten. 
2022 vann tre VK-journalister (Elin Turborn, Josefin Isaksson och Evelina Lindfors) en Guldspade för granskningen "Utan åtgärd - vid Umeå Universitet" som bland annat handlade om sexuella trakasserier vid Umeå universitet som inte fick några konsekvenser. Samma år mottog även VK Media guldpris i International Media Awards kategori "Best innovation in newsroom transformation" för sitt arbete med att nå yngre målgrupper.

### Chefredaktörer
- Gustav Rosén, 1902–1926
- Ernst Gafvelin, 1926–1927
- Stellan Rosén, 1927–1967
  - H.-K. Rönblom 1932–1944 (politisk chefredaktör)
- Matts Balgård, 1968–1973
- Olle Nilsson, 1973–1978
- Bengt Schöier, 1978–1986
- Olof Kleberg, 1986–2001 (politisk chefredaktör 1997–2001)
- Torbjörn Bergmark, 1997–2009
  - Ola Nordebo, 2006– (politisk chefredaktör)
- Sture Bergman, 2009–2011
- Ingvar Näslund, 2011–2017
- Jessica Wennberg, 2017–2024
- Patrick Krainer (t.f.) 2024–2025
- Marcus Melinder, 2025–

## VK-guldet
Västerbottens-Kuriren har sedan 1937 årligen delat ut ett idrottspris till en framstående idrottsman eller idrottskvinna från Västerbotten. Det så kallade VK-guldet. Bland pristagarna genom åren märks bland annat profiler som Ingemar Stenmark och Anja Pärson i utförsåkning, Marta i fotboll och Assar Rönnlund i längdåkning. I galleriet nedan ses några av alla som genom åren fått denna utmärkelse av Västerbottens-Kuriren. 

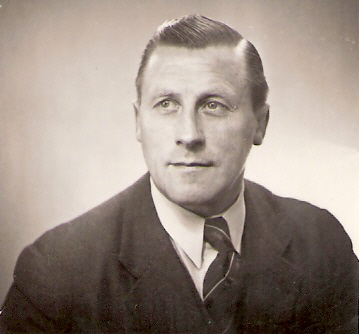
Eric Umedalen, friidrottare (slägga)
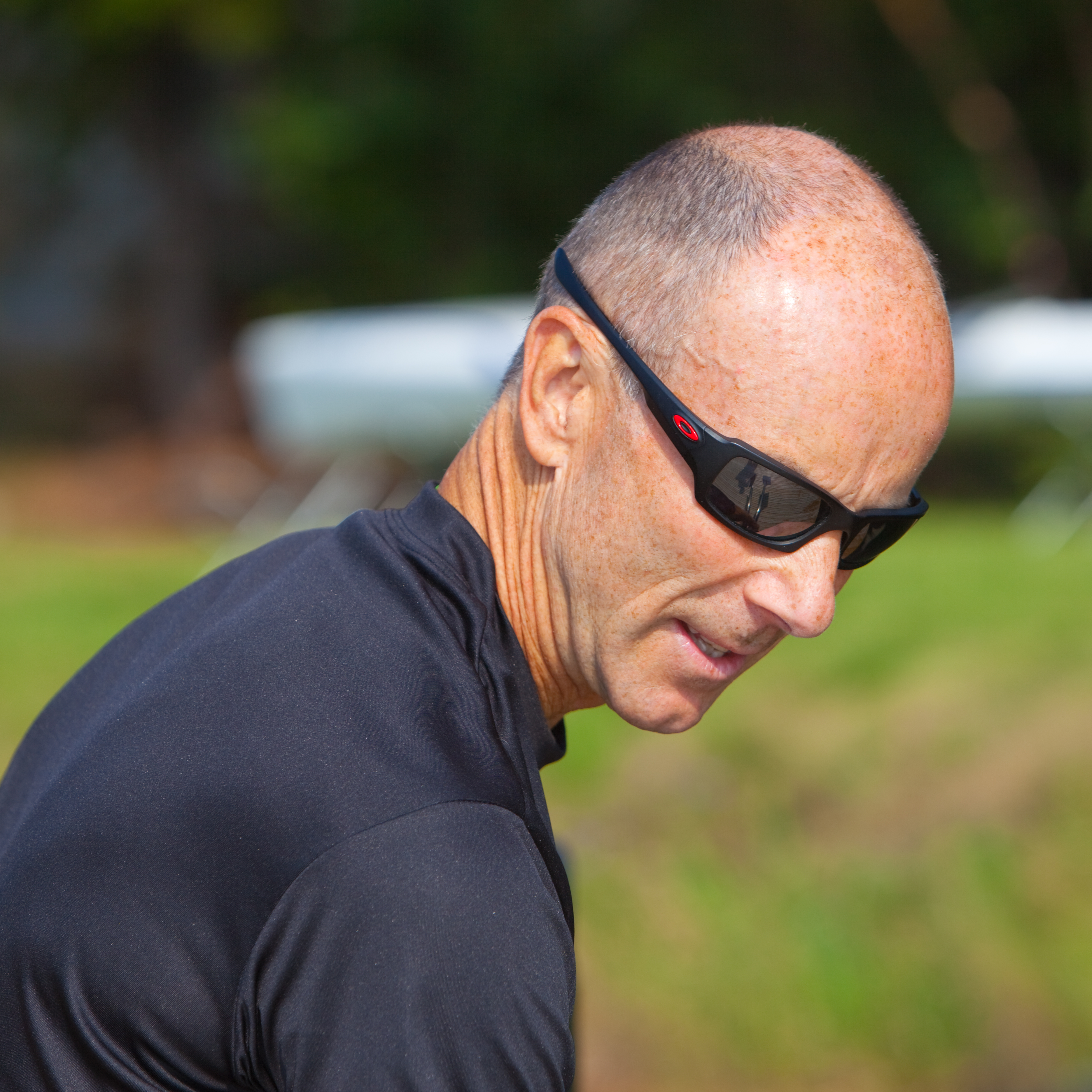
Ingemar Stenmark, utförsåkare, bilden från 2011.
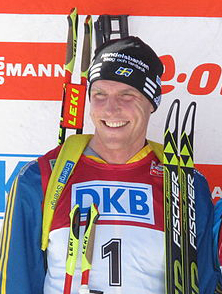
Björn Ferry, skidskytt
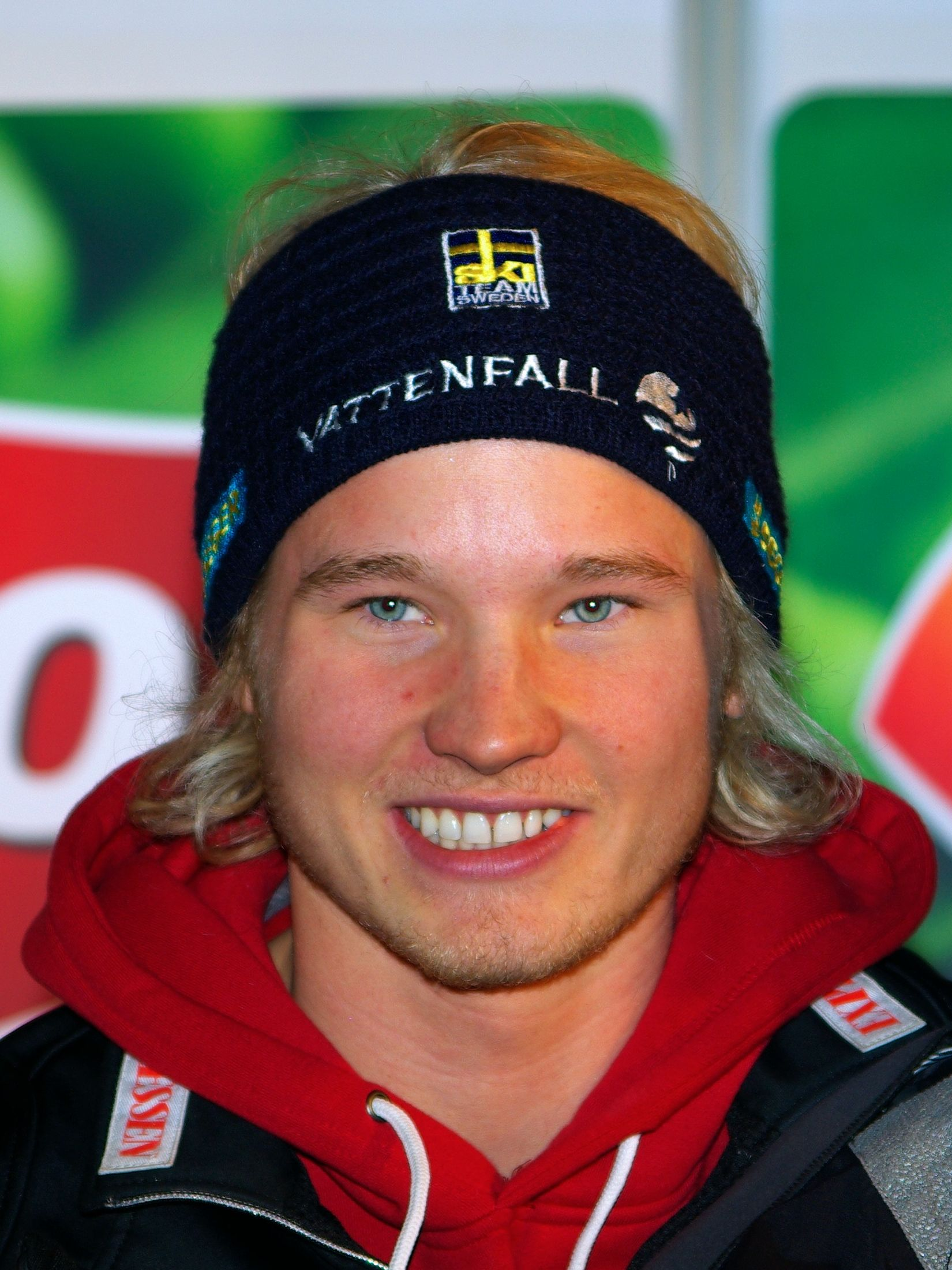
Jens Byggmark, utförsåkare, bilden från 2008
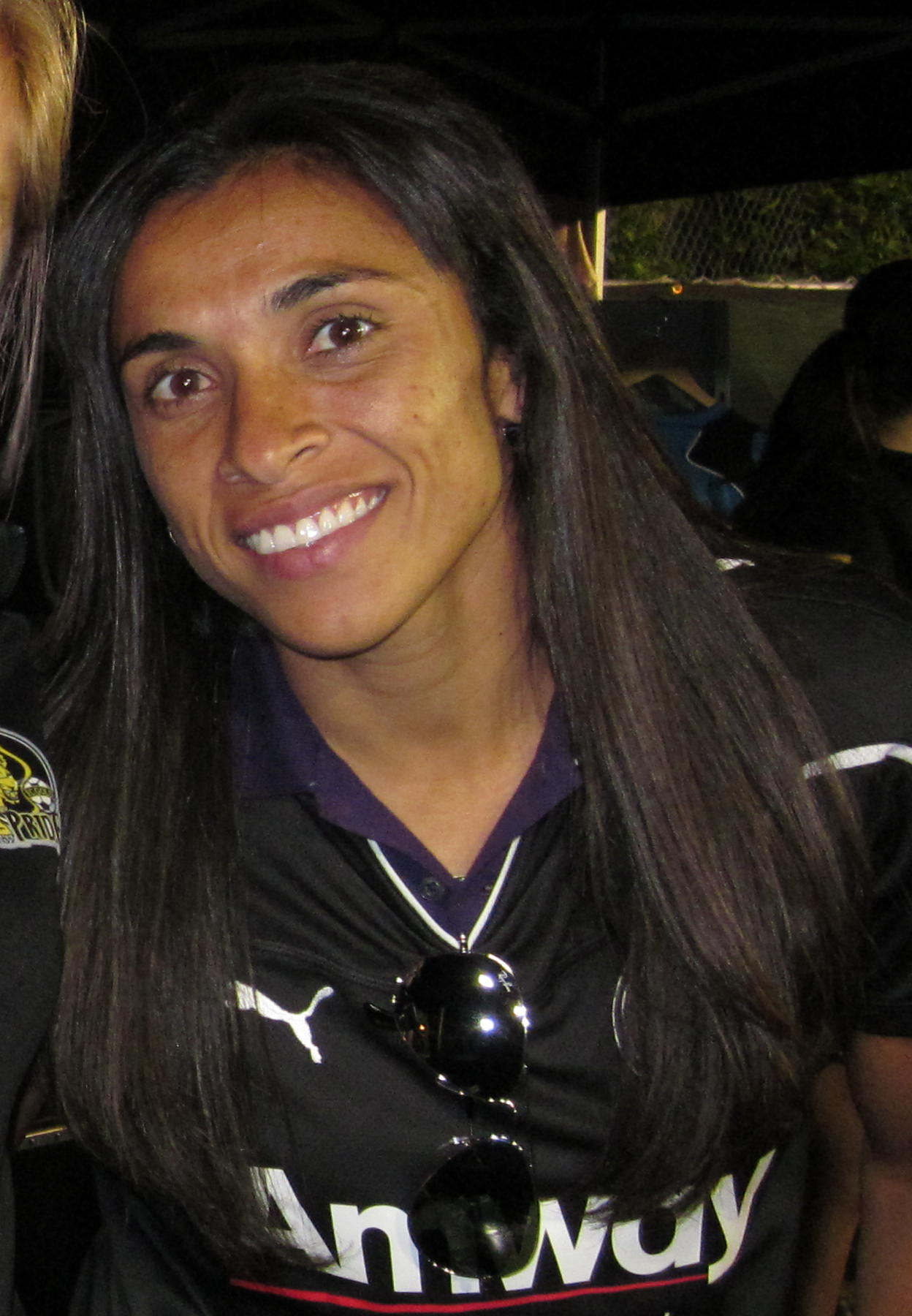
Marta Vieira da Silva, fotbollsspelare

## Västerbottens-Kurirens kulturpris
Västerbottens-Kurirens kulturpris "för att lyfta fram det norrländska kulturlivet" instiftades 2011 av VK tillsammans med Rosenströms stiftelse för norrländskt kulturstöd. Priset består av 50 000 kronor samt ett konstverk. I den ursprungliga juryn ingick bland VK:s kulturredaktör Sara Meidell, konstvetaren Ivar Tornéus, teaterkonsulten Frida Holmgren, Norrlandsoperans konstnärlige ledare Kjell Englund samt litteraturvetaren Annelie Bränström Öhman.

### Pristagare
- 2012 – Anneli Furmark – serietecknare[14]
- 2013 – Anna Kristensen – konstnär[15]
- 2014 – David Vikgren – författare[16]
- 2015 – Mats Gustafsson – jazzsaxofonist och kompositör[17]
- 2016 – Mattias Alkberg – musiker och poet[18]
- 2017 – Birgitta Egerbladh – koreograf[19]
- 2018 – Britta Marakatt-Labba, textilkonstnär – målare och grafiker[20]
- 2019 – Ulla Karlsson – scenograf och kostymör[21]
- 2020 – Nathalie "Cleo" Missaoui – hiphopartist[22], Mats Jonsson – serieskapare[23], Olof Wretling – skådespelare[24], Johannes Samuelsson – konstnär och fotograf[25]
- 2021 – Clara Bodén – filmskapare[26]
- 2022[27] – Emil Nilsson-Mäki – regissör,[28] Katarina Barruk – musiker,[29] Ann-Helén Laestadius – författare,[30] Knutte Wester – konstnär [31]
- 2023 – Sara Parkman – musiker[32]